# Mouthier-en-Bresse
Mouthier-en-Bresse é uma comuna francesa na região administrativa de Borgonha-Franco-Condado, no departamento Saône-et-Loire. Estende-se por uma área de 31,2 km². Em 2010 a comuna tinha 431 habitantes (densidade: 13,8 hab./km²).